# Charlie Day

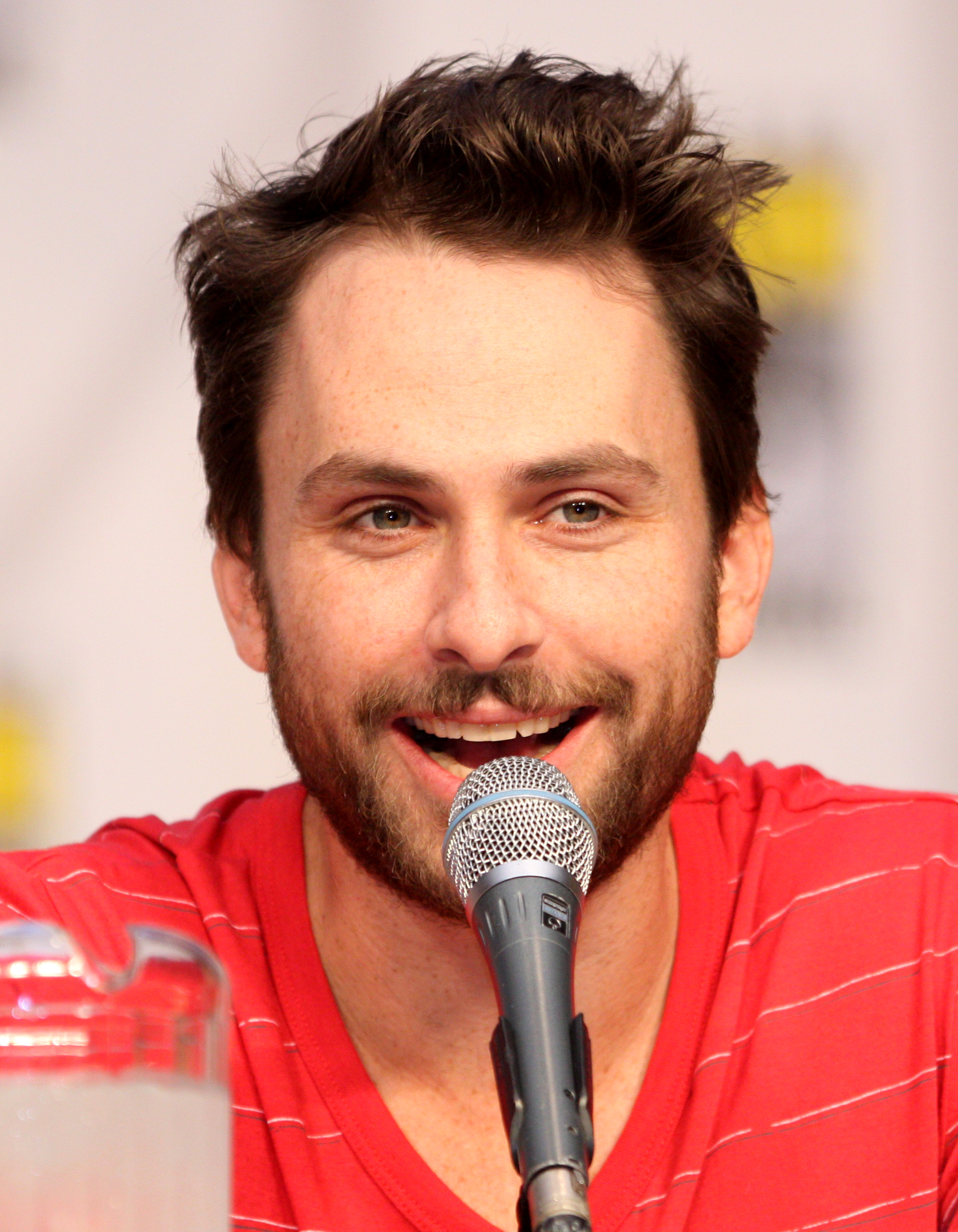
Charlie Day (Juli 2010)

Charles Peckham Day (* 9. Februar 1976 in der Bronx, New York City, New York) ist ein US-amerikanischer Schauspieler, Drehbuchautor und Produzent.

## Leben & Karriere
Day verbrachte den Großteil seiner Kindheit und Jugend in Middletown (Rhode Island) und machte seinen Abschluss an der Portsmouth Abbey School in Portsmouth. Danach besuchte er das Merrimack College in Massachusetts.
Seine Schauspielkarriere begann im Jahr 2000 in dem Fernsehfilm Mary and Rhoda. Es folgten Gastauftritte in Fernsehserien wie Law & Order oder Reno 911! und kleinere Rollen in weiteren Filmen. Von 2001 bis 2004 hatte er eine wiederkehrende Rolle in der Fernsehserie Third Watch. Seit 2005 spielt er eine Hauptrolle in It’s Always Sunny in Philadelphia, u. a. an der Seite von Danny DeVito und ist als Drehbuchautor und Produzent in die Sendung involviert.
Seit 2006 ist er mit der Schauspielerin Mary Elizabeth Ellis verheiratet. Am 15. Dezember 2011 kam ihr erstes Kind, ein Junge, zur Welt.

## Filmografie (Auswahl)
- 2000: Mary und Rhoda (Mary and Rhoda)
- 2000: Madigan Men (Fernsehserie, eine Folge)
- 2001–2004: Third Watch – Einsatz am Limit (Third Watch, Fernsehserie, fünf Folgen)
- 2001: Campfire Stories
- 2001: Late Summer (Kurzfilm)
- 2001: Law & Order (Fernsehserie, eine Folge)
- 2002: Bad Company – Die Welt ist in guten Händen (Bad Company)
- 2003: Luis (Fernsehserie, neun Folgen)
- 2004: Reno 911! (Fernsehserie, eine Folge)
- 2005: Love Thy Neighbor
- seit 2005: It’s Always Sunny in Philadelphia (Fernsehserie)
- 2008: A Quiet Little Marriage
- 2010: Verrückt nach dir (Going the Distance)
- 2011: Kill the Boss (Horrible Bosses)
- 2012: Saturday Night Live (Fernsehserie, eine Folge)
- 2012: American Dad (Fernsehserie, Sprechrolle)
- 2013: Die Monster Uni (Monsters University, Stimme von Art)
- 2013: Pacific Rim
- 2014: The LEGO Movie (Stimme von Benny)
- 2014: Kill the Boss 2 (Horrible Bosses 2)
- 2015: Vacation – Wir sind die Griswolds (Vacation)
- 2016: Die Hollars – Eine Wahnsinnsfamilie (The Hollars)
- 2017: Fist Fight
- 2017: I Love You, Daddy
- 2018: Pacific Rim: Uprising
- 2018: Hotel Artemis
- 2019: The LEGO Movie 2 (Stimme von Benny)
- 2021: How It Ends
- 2022: I Want You Back
- 2023: Der Super Mario Bros. Film (The Super Mario Bros. Movie, Stimme von Luigi)
- 2023: Fool’s Paradise (auch Regie und Drehbuch)
- 2025: Summer of 69
- 2025: Rick and Morty (Fernsehserie, Episode 8x09, Stimme)